# Xã Jefferson, Quận Wayne, Missouri
Xã Jefferson (tiếng Anh: Jefferson Township) là một xã thuộc quận Wayne, tiểu bang Missouri, Hoa Kỳ. Năm 2010, dân số của xã này là 289 người.